# Ayoub Chakrouni
Ayoub Chakrouni (arabisch أيوب شقروني‎; * 10. Juni 1991) ist ein ehemaliger marokkanischer Tennisspieler.

## Karriere
Ayoub Chakrouni spielte hauptsächlich auf der ATP Challenger Tour und der ITF Future Tour.
Seinen einzigen Auftritt auf der ATP Tour im Doppel hatte er zusammen mit Younes Rachidi beim Grand Prix Hassan II in Casablanca im April 2014. Sie verloren ihre Erstrundenpartie gegen Pablo Carreño Busta und João Sousa im Match-Tie-Break.
Ayoub Chakrouni spielte 2014 und 2016 für die marokkanische Davis-Cup-Mannschaft. Für diese trat er in vier Begegnungen an, wobei er eine Bilanz von 3:1 aufzuweisen hat. 2018 spielte er letztmals Turniere.